# Селищев, Тимофей Ильич
Тимофей Ильич Селищев (1904—1945) — подполковник Рабоче-крестьянской Красной Армии, участник Великой Отечественной войны, Герой Советского Союза (1946).

## Биография
Тимофей Селищев родился в 1904 году в городе Ливны (ныне — Орловская область). Окончил семь классов школы. В 1926 году Селищев был призван на службу в Рабоче-крестьянскую Красную Армию. В 1933 году он окончил пограншколу, в 1936 году — курсы усовершенствования командного состава. С июля 1941 года — на фронтах Великой Отечественной войны. В 1942 году Селищев окончил курсы «Выстрел».
К апрелю 1945 года гвардии подполковник Тимофей Селищев командовал 238-м гвардейским стрелковым полком 81-й гвардейской стрелковой дивизии 7-й гвардейской армии 2-го Украинского фронта. Отличился во время освобождения Чехословакии. 7 апреля 1945 года полк Селищева успешно действовал во время форсирования реки Моравы 7 апреля 1945 года в районе населённого пункта Ангерн и освобождении этого населённого пункта. Селищев лично поднимал свой полк в атаку. 9 апреля 1945 года Селищев погиб в бою. Похоронен на центральной площади Братиславы.
Указом Президиума Верховного Совета СССР от 15 мая 1946 года гвардии подполковник Тимофей Селищев посмертно был удостоен высокого звания Героя Советского Союза. Также был награждён орденами Ленина, Красного Знамени, Суворова 3-й степени, тремя орденами Красной Звезды и рядом медалей. В Заводском микрорайоне Ливен есть улица, названная в честь Тимофея Селищева.